# Adrian Petrescu
Adrian-Cristian Petrescu (n. 26 iulie 1937, Câmpina, Prahova, România – d. 12 decembrie 2014) a fost un inginer român, membru în Academia de Științe Tehnice din România, profesor la Universitatea Politehnica din București și creator al mai multor calculatoare românești.